# Elizabeth Odio Benito
Pour les articles homonymes, voir Odio et Benito.
Elizabeth Odio Benito, née le 15 septembre 1939 à Puntarenas, est une juge costaricienne. Elle a été présidente de la Cour interaméricaine des droits de l'homme de 2018 à 2020. Elle a précédemment été juge au Tribunal pénal international pour l'ex-Yougoslavie,et dans son pays d'origine, le Costa Rica, a été nommée deux fois ministre de la Justice,plus tard vice-président de la République.Elle a une formation d'avocate universitaire, spécialisée dans l'administration de la justice et les droits de l'homme, en particulier les droits des femmes.

## Biographie
Elle est vice-présidente de la Cour pénale internationale de 2003 à 2006, et juge à cette même cour jusqu'en 2012. Auparavant, elle sert comme juge au Tribunal pénal international pour l'ex-Yougoslavie.
Dans son pays d'origine, le Costa Rica, elle est ministre de la Justice à deux reprises, de 1978 à 1982 puis de 1990 à 1994, avant d'être nommée vice-présidente de la République en 1998, sous la présidence de Miguel Ángel Rodríguez. 
Elle est une universitaire et avocate, spécialisée dans l'administration de la justice et des droits de l'homme, en particulier les droits des femmes.

## Carrière en droit international

### Juge à la Cour interaméricaine des droits de l'homme
Odio Benito a été juge à la Cour interaméricaine des droits de l'homme de 2016 à 2020.